# Diana Lynn

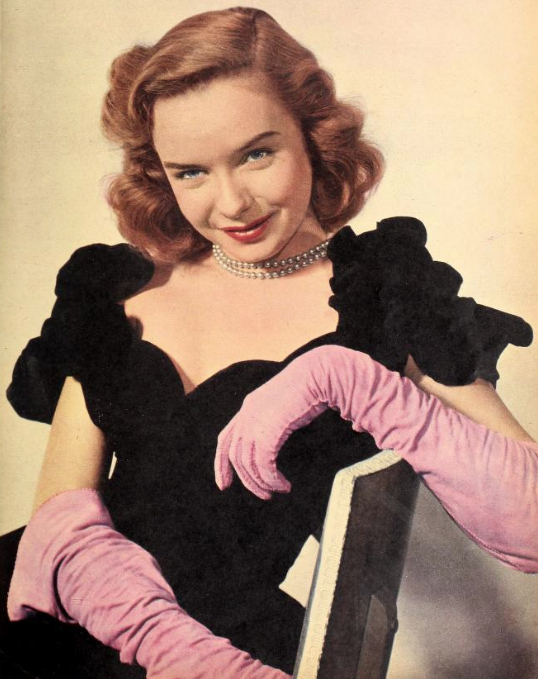
Diana Lynn, 1946.

Diana Lynn, född Dolores Loehr den 5 juli 1926 i Los Angeles, Kalifornien, död 18 december 1971 i New York, var en amerikansk skådespelare. Det var filmbolaget Paramount som gav henne artistnamnet Diana Lynn.
Lynn har två stjärnor på Hollywood Walk of Fame, en för film vid adressen 1625 Vine Street, och en för TV vid adressen 6350 Hollywood Blvd.

## Filmografi i urval
- 1942 – Kadettflamman
- 1944 – Miraklet
- 1944 – När jag var ung i Paris
- 1945 – Med musik mot stjärnorna
- 1948 – Gift er flickor
- 1948 – Rovriddaren
- 1949 – Dårfinkar är vi allihopa
- 1950 – Full likvid
- 1951 – Fallet O'Hara
- 1953 – Solgudinnans hämnd
- 1955 – Mannen från Kentucky